# پراویدنت فایننشل
پراویدنت فایننشل (انگلیسی: Provident Financial) شرکت خدمات مالی بریتانیایی است، که در سال ۱۸۸۰ تأسیس شد.